# Xuân Định
Xuân Định là xã thuộc tỉnh Đồng Nai, Việt Nam.

## Địa giới hành chính
Xã Xuân Định nằm ở phía tây của huyện Xuân Lộc.
- Phía đông giáp xã Bảo Hòa.
- Phía nam giáp xã Xuân Bảo, huyện Cẩm Mỹ và xã Hàng Gòn, thành phố Long Khánh
- Phía tây giáp các xã Hàng Gòn và phường Xuân Tân, thành phố Long Khánh.
- Phía bắc giáp phường Xuân Tân và phường Xuân Hòa, thành phố Long Khánh cùng với xã Bảo Hòa.

## Lịch sử hành chính
Năm 1994, ấp Nam Hà của xã Xuân Định được chuyển vào xã Xuân Bảo đồng thời một phần diện tích và dân số của xã Xuân Định được tách ra để thành lập xã Bảo Hòa

## Hành chính
Xã Xuân Định được chia thành 3 ấp: Bảo Định, Bảo Thị, Nông Doanh.

## Giao thông
Xã Xuân Định nằm bên Quốc lộ 1.
Toàn bộ 63 tuyến đường giao thông của xã đã được bê tông hóa.

## Kinh tế
Năm 2012, xã Xuân Định không còn hộ nghèo, thu nhập bình quân đầu người đạt 30,6 triệu đồng, tăng gấp hai lần so với năm 2008.

## Thông tin khác
Năm 2011, xã Xuân Định đã đạt 100% các tiêu chí của tỉnh Đồng Nai về xây dựng nông thôn mới. Đây có thể là địa phương đầu tiên trên cả nước được công nhận là xã nông thôn mới.